# Herbert Godwin
Pour les articles homonymes, voir Godwin.
Pas d'image ? Cliquez ici

a Compétitions nationales et continentales officielles uniquement.

b Matchs officiels uniquement.
Herbert Godwin, né le 21 décembre 1935 à Abergavenny (pays de Galles) et décédé en janvier 2006 dans le Devon, est un joueur de rugby à XV anglais. Il joue en équipe d'Angleterre et évolue au poste de talonneur en club avec Coventry RFC.

## Carrière

### En équipe nationale
Il a honoré sa première cape internationale en équipe d'Angleterre le 28 février 1959 contre l'équipe de France. Après deux sélections, il n'est plus retenu avant d'être à nouveau sélectionné en 1963 et 1964. Il connaît sa dernière cape le 4 novembre 1967 contre l'équipe de Nouvelle-Zélande.
Il participe à la tournée en 1962 des Lions britanniques en Afrique du Sud.

## Palmarès

### En équipe nationale
- 11 sélections en équipe d'Angleterre de 1959 à 1967
- Sélections par année : 2 en 1959, 4 en 1963, 4 en 1964, 1 en 1967
- Tournois des Cinq Nations disputés : 1959, 1963, 1964